# Petter Rudi
Petter Norman Rudi (Molde, 17 september 1973) is een voormalig Noorse voetballer die zijn carrière in 2007 beëindigde bij KAA Gent, waar hij tien jaar eerder ook actief was geweest.

## Clubcarrière
Rudi speelde als middenvelder al voor vele Europese clubs. Deze zijn: KAA Gent, AC Perugia, Sheffield Wednesday, SC Lokeren, Germinal Beerschot, Austria Wien en Molde FK.

## Interlandcarrière
Hij speelde 46 wedstrijden (drie goals) voor de nationale ploeg van Noorwegen en hij maakte deel uit van de ploeg toen Noorwegen zich kwalificeerde voor het WK 1998 in Frankrijk. Hij maakte zijn debuut op 26 november 1995 in de vriendschappelijke uitwedstrijd tegen Jamaica (1-1), net als Claus Lundekvam (SK Brann), Egil Ulfstein (Viking FK), Arild Stavrum  (Molde FK), Bjørn Arild Levernes (Vålerenga IF) en Ole Gunnar Solskjær (Molde FK).
| Interlanddoelpunten | Interlanddoelpunten | Interlanddoelpunten | Interlanddoelpunten   | Interlanddoelpunten | Interlanddoelpunten | Interlanddoelpunten | Interlanddoelpunten |
| #                   | Datum               | Locatie             | Wedstrijd             | Goal(s)             | Score               | Uitslag             | Wedstrijd           |
| ------------------- | ------------------- | ------------------- | --------------------- | ------------------- | ------------------- | ------------------- | ------------------- |
| 1                   | 30 mei 1997         | Oslo                | Noorwegen – Brazilië  | 9'                  | 1 – 0               | 4 – 2               | Vriendschappelijk   |
| 2                   | 8 juni 1997         | Boedapest           | Hongarije – Noorwegen | 9'                  | 0 – 1               | 1 – 1               | WK-kwalificatie     |
| 3                   | 20 augustus 1997    | Helsinki            | Finland – Noorwegen   | 12'                 | 0 – 2               | 0 – 4               | WK-kwalificatie     |

## Erelijst
Molde FK
- Beker van Noorwegen

1994, 2005